# Старков, Юрий Геннадьевич
Юрий Геннадьевич Старков (род. 19 сентября 1963, Москва, СССР) — российский хирург, доктор медицинских наук, профессор, общественный деятель.Избран членом-корреспондентом РАН 29 мая 2025 года..

## Биография
Юрий Геннадьевич Старков родился в Москве 19 сентября 1963 года. В 1980 году окончил Первый Московский государственный медицинский университет им. И.М. Сеченова по специальности «Лечебное дело». После окончания вуза был поступил в ординатуру, затем в аспирантуру во Второй Московский государственный медицинский институт имени Н. И. Пирогова (с 2010 года — Российский национальный исследовательский медицинский университет имени Н. И. Пирогова). Проходил обучение на базе Городской Клинической больницы № 1 имени Н. И. Пирогова по специальности «Хирургия» под руководством академика В. С. Савельева.
В 1992 году защитил кандидатскую диссертацию по теме «Экстракорпоральная ударно-волновая литотрипсия в лечении холелитиаза», а в 2000 году — докторскую диссертацию по теме «Лапароскопические операции в лечении желчнокаменной болезни».
С 1991 по 2005 годы работал в Институте хирургии имени А. В. Вишневского в должности старшего научного сотрудника отделения эндоскопической хирургии. С 2005 года занимает позицию руководителя отделения.

## Технологии и операции
Внедрил в клиническую практику систему интераоперационной диагностики и навигации в эндоскопическую хирургию:
- интраоперационная холангиография (1992);
- интраоперационная холангиоскопия (1993);
- лапароскопическое УЗИ (1994);
- торакоскопическое УЗИ (1995).

Разработал и применил следующие диагностические и лечебные технологии:
- экстракорпоральная литотрипсия в лечении желчнокаменной болезни[4]
- ультразвуковое предоперационное картирование висцеро-париетальных сращений у ранее оперированных пациентов
- интраоперационное ультразвуковое исследование при торакоскопических операциях
- лечение осложненной желчнокаменной болезни с применением гибридного лапароскопического и внутрипросветного эндоскопического доступа при калькулезном холецистите, осложненном поражением желчных протоков;
- эндоскопическое ультразвуковое исследование (эндосонография) (2005).

Избран членом-корреспондентом РАН 29 мая 2025 года.

## Публичная деятельность
- Член Правления Российского общества эндоскопических хирургов (2007)
- Председатель проблемной комиссии «Эндоскопическая хирургия» при научном совете по хирургии РАМН (2010)
- Основатель Российской школы эндоскопии и эндохирургии (2012)
- Член Правления Российского общества хирургов, Председатель секции эндоскопии и интервенционной радиологии Российского общества хирургов (2013)[источник не указан 3319 дней].
- Член Правления Российского Эндоскопического общества
- Основатель и председатель организационного комитета Московского Международного Фестиваля Эндоскопии и Хирургии. (2013) [источник не указан 3319 дней].
- Член редколлегии журналов «Медицинская визуализация», «Виртуальные технологии в хирургии», «Высокотехнологичная медицина»[источник не указан 3319 дней].